# Widekind (Bredelar)
Widekind war Abt des Zisterzienserkloster Bredelar. Er wird zwischen 1238 und 1255 urkundlich erwähnt.

## Leben
Seine Herkunft ist nicht bekannt. Es kann vermutet werden, dass er aus der Familie Schwalenberg-Waldeck stammte. Die Waldecker hatten enge Beziehungen zum Kloster. Zwei namentliche Nennungen stammen aus zwei Bibelhandschriften, die er im Skriptorium des Klosters veranlasst hatte. Er visitierte 1244 zusammen mit dem Abt der Abtei Altenberg das Kloster Haina. Aus demselben Jahr stammt eine Urkunde, in der beide Äbte die Gründung des Klosters Aulisburg bestätigten. Im Jahr 1249 visitierten beide Äbte das Kloster Schledenhorst. Dieses hatte um die Aufnahme in den Zisterzienserorden gebeten. Etwa im Jahr 1250 bestätigte er zusammen mit anderen Klostervorstehern, dass sich der Paderborner Bischof korrekt den Gemeinschaften gegenüber verhalten und ihre Interesse vertreten hätte.